# 桐生悠々
桐生 悠々（きりゅう ゆうゆう、1873年〈明治6年〉5月20日 - 1941年〈昭和16年〉9月10日）は、石川県出身のジャーナリスト、評論家。本名は桐生 政次（きりゅう まさじ）。明治末から昭和初期にかけて反権力・反軍的な言論（広い意味でのファシズム批判）をくりひろげ、特に信濃毎日新聞主筆時代に書いた社説「関東防空大演習を嗤（わら）ふ」は、当時にあって日本の都市防空の脆弱性を正確に指摘したことで知られる。

## 生涯
金沢市にて、貧しい旧加賀藩士の三男として生まれる。旧制第四高等学校では小学校以来の同級生徳田秋声と親交を深め、1892年（明治25年）には小説家を志して共に退学・上京するなどもあったが失敗し帰郷、1895年（明治28年）にあらためて東京法科大学政治学科（現在の東大法学部）に入学、穂積八束、一木喜徳郎に学ぶ。

### 記者生活の開始
東京府の官吏、保険会社、出版社、下野新聞の主筆などを転々としたのち、1903年（明治36年）、大阪毎日新聞に学芸部員として入社するが満足な執筆の場を与えられず退社、1907年（明治40年）には大阪朝日新聞に転籍して、大朝通信部詰めという立場で東京朝日新聞社内で勤務、「べらんめえ」と題した匿名時事批評が評判となる。
1910年（明治43年）には信濃毎日新聞の主筆に就任した。1912年（大正元年）、明治天皇の大葬時に自殺した乃木希典陸軍大将をすぐさま批判した社説「陋習打破論――乃木将軍の殉死」を著し、反響を呼ぶ。1914年（大正3年）には、シーメンス事件に関して政友会を攻撃、信濃毎日新聞社長・小坂順造は政友会所属の衆議院議員であったため対立、退社を余儀なくされる。
同年には新愛知新聞の主筆として名古屋に赴任し、社説およびコラム「緩急車」で信毎時代と変わらぬ反権力・反政友会的言説を繰り広げるも、新愛知はこれまた政友会系新聞であったことと、同紙と憲政会系・名古屋新聞との激しい販売競争（皮肉にも両紙は太平洋戦争中の新聞統合で中日新聞を形成する）に疲れたこともあり退社する。1924年（大正13年）には第15回衆議院議員選挙に無所属で出馬するも落選、落選後は自ら日刊新聞を発行するも1年持たず廃刊負債だけが残り浪人生活を数年送る。
1928年（昭和3年）に、当時の信濃毎日新聞主筆・風見章が 衆議院議員選挙（第一回普選）に出馬すべく退社したため、悠々は同紙に主筆として復帰、再び反軍的な一連の社説を著す。もっとも悠々のこの時代の基本的な立場は、マルクシズム批判であり、これは前任者風見のもとで先鋭左傾化した信濃毎日の社内にも、昭和恐慌で疲弊しつつあった長野県の読者層にも好意的に受け止められてはいなかった。

### 「関東防空大演習を嗤ふ」
1933年（昭和8年）8月11日、東京市を中心とした関東一帯で8月9日に行われた第1回関東地方防空大演習を批判して、悠々は社説「関東防空大演習を嗤ふ」を発表する。同文中で悠々は、敵機の空襲があったならば木造家屋の多い東京は焦土化すること、被害規模は関東大震災に及ぶであろうこと、空襲は何度も繰り返されるであろうこと、灯火管制は暗視装置や測位システム、無人航空機などの近代技術の前に意味がないばかりか、パニックを惹起し有害であること等、12年後の日本各都市の惨状をかなり正確に予言した上で、「だから、敵機を関東の空に、帝都の空に迎へ撃つといふことは、我軍の敗北そのものである」「要するに、航空戦は...空撃したものの勝であり空撃されたものの負である」とした。この言説は陸軍の怒りを買い、長野県の在郷軍人で構成された信州郷軍同志会が『信濃毎日新聞』の不買運動を展開したため、悠々は同9月に再び信濃毎日の退社を強いられた。だが論旨は「水を漏らさぬ防禦方法を講じ、敵機をして、断じて我領土に入らしめてはならない。」「空撃に先だって、これを撃退すること、これが防空戦の第一義でなくてはならない。」と重ねて書いているように今日にも通ずる至極まっとうなものであった。

### 個人雑誌『他山の石』
以後の悠々はその死に至るまでの8年間を愛知県東春日井郡守山町（現在の名古屋市守山区）にて「名古屋読書会」の主宰者として過ごした。彼自身が紹介したいと考えた洋書を翻訳しその抄訳を会誌で頒布するという仕組みであり、悠々の言論活動は『他山の石』と題された会誌の巻頭言およびコラム「緩急車」に限られることとなった。1926年（大正15年）に聖山閣からバートランド・ラッセルの『科学の未来と文明破壊の脅威』（原著 Icarus, or the Future of Science, 1924 の邦訳）を本名（政次）で出したほか、抄訳紹介にはたとえばハーバート・ジョージ・ウェルズ、ハロルド・ラスキ、ポール・ヴァレリー、ポール・アインツィヒなどが含まれ、悠々の読書範囲の広さをうかがわせる（名古屋の丸善書店では悠々は最上顧客だったともいう）。もっとも、これら翻訳も彼自身の執筆部分も検閲の対象であったから、○○○、×××といった伏字や白紙化されたページが『他山の石』を埋めることもしばしばであった。
1941年（昭和16年）9月10日、太平洋戦争開戦を3ヶ月後にひかえて桐生悠々は喉頭癌のため68歳で逝去。その直前、死期を悟った悠々は『他山の石』廃刊の挨拶を作成したが、これもまた数年後の日本の敗戦に対する正確な予言となっていた。（下記中公文庫版p.264より引用。句読点は引用者、一部かな書き化）

（前略）さて小生『他山の石』を発行して以来ここに八個年超民族的超国家的に全人類の康福を祈願して孤軍奮闘又悪戦苦闘を重ねつゝ今日に到候が（中略）時たまたま小生の痼疾咽喉カタル非常に悪化し流動物すら嚥下し能はざるやうに相成、やがてこの世を去らねばならぬ危機に到達致居候故、小生は寧ろ喜んでこの超畜生道に堕落しつゝある地球の表面より消え失せることを歓迎致居候も、ただ小生が理想したる戦後の一大軍粛を見ることなくして早くもこの世を去ることは如何にも残念至極に御座候。 昭和十六年九月 日 他山の石発行者 桐生政次」